# Нармонка (Лаишевский район)
Нармонка (тат. Нурминкә, Nürminkä) — село в Лаишевском районе Татарстана. Административный центр Нармонского сельского поселения.

## География
Находится в западной части Татарстана на расстоянии приблизительно 23 км по прямой на юг-юго-восток от Казани.

## История
Основано в период Казанского ханства. В 1565-67 упоминалось как деревня Менгер на Лихом болоте, в XVIII веке как Менгер Нармацкое. В начале XX века здесь располагались волостное правление и земская школа.

## Население
Постоянных жителей было: в 1782 — 130, в 1859 — 335 (душ мужского пола), в 1897 — 1099, в 1908 — 1148, в 1920 — 1074, в 1926 — 1259, в 1938 — 938, в 1949 — 569, в 1958 — 457, в 1970 — 319, в 1979 — 407, в 1989 — 1653, в 2002 — 1846 (татары 53 %, русские 46 %), 1837 — в 2010.

## Транспорт
Пригородный автобусный маршрут № 125 стал ходить в Нармонку от угла улиц Павлюхина и Шаляпина в 1990-е годы через Петровский, Песчаные Ковали и Сапуголи.